# Hyperion Entertainment
Hyperion Entertainment CVBA (ранее — Hyperion Entertainment VOF) — бельгийская компания-разработчик программного обеспечения, которая в первые годы своего существования специализировалась на портировании игр Windows на Amiga OS, Linux и Mac OS. В 2001 году она заключила контракт с Amiga Incorporated на разработку AmigaOS 4 и в основном прекратила свой бизнес по портированию, чтобы продолжить эту разработку. AmigaOS 4 работает на оборудовании AmigaOne, Commodore Amiga systems с ускорительной платой Phase5 PowerUp, системах Pegasos II и Sam440/Sam460.

## История
Hyperion Entertainment основана в апреле 1999 года во главе с Беном Хермансом и Эвертом Картоном. По их собственным словам, они решили основать кампанию «после того, как бельгийский юрист Бенджамин Херманс задался вопросом, почему никто никогда не пытался лицензировать компьютерные игры для портирования на Amiga?». Hyperion не содержит штат программистов, но при необходимости заключает субподряды с программистами для проектов. Ханс-Йорг Фриден, который ранее работал над портами игр «Descent» и «Abuse», а также над библиотекой Warp3D, был назначен главным разработчиком Hyperion.В течение следующих нескольких лет Hyperion портировала несколько игр на Amiga, а затем на Linux и Macintosh, начиная с порта Heretic II на Amiga в 2000 году.

### Разработка игры
Порт Heretic II в целом был хорошо принят прессой Amiga, но имел слабые продажи. После этого Hyperion решила ориентироваться на более широкий спектр платформ: Amiga, Linux и Mac OS. Позже, в 2000 году, Hyperion завершила разработку Linux-версии SiN.Порт Amiga был отложен из-за требований к оборудованию и в конечном итоге не был выпущен. Они также обратились к Monolith Productions с просьбой портировать свой движок Lithtech, кульминацией которого стал порт «Shogo: Mobile Armor Division» для Amiga, Linux и Mac OS в 2001 году.Игра продавалась не так хорошо, как ожидалось, особенно на Linux, несмотря на то, что стала бестселлером на Tux Games. Hyperion заявила, что пользователи Linux, скорее всего, будут выполнять двойную загрузку с Windows, чтобы играть в легкодоступные игры, а не покупать более дорогие специализированные версии спустя годы после выпуска.В начале 2002 года Hyperion представила порт Amiga «Descent: FreeSpace — The Great War».В 2010 году выпущена улучшенная версия для AmigaOS 4.После того, как id Software открыла исходный код Quake II,, Hyperion выпустила в 2002 году на рынок коммерческий порт «Quake II» для Amiga.Порт «Gorky 17» для Linux был разработан Hyperion и опубликован Linux Game Publishing в 2006 году, в то время как версия для AmigaOS 4 была выпущена почти десять лет спустя, в 2015 году.
Во время работы над портом Heretic II разработчики Hyperion Entertainment создали подмножество OpenGL под названием MiniGL, которое находится поверх Warp3D, чтобы облегчить перенос 3D-игр. Библиотека MiniGL была выпущена для бесплатного использования другими разработчиками программного обеспечения.

### AmigaOS 4
В 2001 году Hyperion объявила, что после лицензирования прав у Amiga, Inc., она будет работать над долгожданным преемником AmigaOS 3.9, и с этой целью сосредоточила большую часть своих усилий на разработке AmigaOS 4. Hyperion утверждал и продолжает утверждать, что он основан на исходном коде AmigaOS 3.1 и, в меньшей степени, на некоторых исходниках AmigaOS 3.9. Первоначально планировался быстрый перенос m68k AmigaOS на PowerPC с добавлением новых функций по мере продолжения разработки. Бен Херманс утверждал на форуме Amiga Ann.lu, что этих источников вместе с исходным кодом ядра PPC WarpOS будет достаточно, чтобы предоставить версию пользователям в течение года, написав своё печально известное сообщение «измените некоторые флаги и перекомпилируйте».
AmigaOS 4.0 была впервые выпущена для конечных пользователей и бета-тестеров второго уровня в апреле 2004 года, а в сентябре 2008 года последовала версия AmigaOS 4.1. В настоящее время[когда?] она всё ещё находится в разработке.
В 2004 году Hyperion попыталась получить лицензию на собственный порт AmigaOS 4 для файлового менеджера Directory Opus, который первоначально был разработан на Amiga, но разработка которого с тех пор перешла на платформу Microsoft Windows. Однако переговоры между Hyperion и GP Software сорвались.
Первый управляющий партнер Hyperion, Бенджамин Херманс, в период между анонсом и выпуском AmigaOS 4 вызвал много споров в сообществе, неоднократно заявляя, что MorphOS, конкурент AmigaOS (который был выпущен в полной форме в 2003 году), является незаконным, и несколько раз угрожал подать против него судебный иск либо на том основании, что он был паразитической конкуренцией AmigaOS 4, либо даже на том, что он был фактически основан на украденном исходном коде AmigaOS.Никакие доказательства в поддержку любого из утверждений так и не стали достоянием общественности, и никаких судебных исков против MorphOS не было, хотя ни то, ни другое не помешало тому, чтобы подобные мнения часто повторялись на публичных форумах Amiga и в списках рассылки и даже принимались некоторыми как факт. Эта ситуация была подогрета бывшим инженером Commodore, Дэйвом Хейни, который поддержал заявления Херманса: «Если вы видели исходный код Amiga, вы не можете создать юридически отдельную подобную работу», хотя опять же без каких-либо прямых доказательств.
Спор не дошёл до суда, но на форумах спор был ожесточенным. Херманс утверждал, что Билл Бак, возглавляющий компанию Genesi, финансирующую MorphOS, был «мошенником».
Эверт Картон занял должность управляющего партнера после того, как Херманс ушел в отставку в 2003 году из-за нехватки времени для повседневной административной работы.Тимоти де Гроот стал еще одним партнером в 2003 году.

### Спор и урегулирование с Amiga, Inc.
В 2007 году Amiga Incorporated подала на Hyperion в суд Западного округа Вашингтона в Сиэтле (штат Вашингтон, США), иск о нарушении прав на товарный знак.Amiga, Inc. подала в суд на Hyperion за нарушение контракта, нарушение товарного знака и нарушение авторских прав в отношении разработки и маркетинга AmigaOS 4.0, заявив, что Hyperion продолжала разрабатывать и продавать AmigaOS 4 без выплаты оговоренных лицензионных платежей и продолжала делать это даже после того, как её предупредили прекратить и воздержаться.
Hyperion подал встречный иск, заявив о мошенничестве в Amiga, Inc. в отношении интеллектуальной собственности и долгов Amiga, включая использование подставных компаний, удерживающих долги, путем перекладывания ответственности между этими подставными компаниями. Они также утверждали, что Amiga, Inc. не выполнила свою часть контракта и лгала в переписке; и что они не смогли предоставить исходный код AmigaOS 3.1, из которого был разработан AmigaOS 4, что вынудило Hyperion найти его в другом месте.Несмотря на продолжающийся судебный спор, осенью 2007 года Hyperion выпустил отдельную версию AmigaOS 4 для классической Amiga. Amiga, Inc. заявила, что это действие незаконно.
29 мая 2007 года новый управляющий партнер заявил под присягой — без дополнительных доказательств — что повторная реализация AmigaOS с открытым исходным кодом — AROS — была «вероятно незаконной», как задокументировано на странице 27 судебных документов, связанных с судебным делом Amiga-Hyperion.
30 сентября 2009 года Hyperion и Amiga, Inc достигли соглашения. Hyperion получила эксклюзивную лицензию на разработку и продажу AmigaOS 4 и последующих версий под названием AmigaOS.Однако торговая марка «Amiga» осталась за Amiga, Inc., а затем была также лицензирована другими сторонами, включая Commodore USA и iContain. Это означало, что оборудование под брендом «Amiga» могло и будет продаваться без AmigaOS 4.
В 2009 году Hyperion изменила свой юридический статус с делового партнерства (VOF) на компанию с ограниченной ответственностью (CVBA).
24 апреля 2011 года Эверт Картон объявил, что уходит с поста управляющего партнера Hyperion. В то время компанию возглавляли Бен Херманс и Тимоти де Гроот.

### Заявление о несостоятельности на 2015 год
27 января 2015 года Hyperion Entertainment была признан неплатежеспособной.Бен Херманс заявил, что это была административная ошибка третьей стороны и что компания будет обжаловать решение о несостоятельности. Постановление было отменено 2 апреля 2015 года, и компания разместила разъяснение на своём веб-сайте.

### Последние события
Разработчик AmigaOS 4 и администратор Aminet, Костел Минча, присоединился к Hyperion в середине 2015 года в качестве третьего директора.Hyperion сообщила в январе 2017 года, что Херманс ушел с поста директора, во главе компании остались Тимоти Де Гроот и Костел Минча.В октябре 2017 года Hyperion была исключена из официального реестра компаний Бельгии из-за того, что не заполняла годовые отчеты за последние три года.Hyperion исправил это, предоставив необходимые отчеты Национальному банку Бельгии.В июле 2020 года в Amiga-news.de сообщалось, что Костел Минча подал в отставку со своего поста в Hyperion, а оставшийся директором Тимоти де Гроот вступил в судебный спор с бывшим управляющим партнером Hyperion Беном Хермансом. В феврале 2021 года Тимоти де Гроот перестал быть директором Hyperion, и Бен Херманс взял на себя полный контроль над компанией.

## Игры
Hyperion портировала следующие игры: Heretic II, Shogo: Mobile Armor Division, Gorky 17, Quake II, SiN и Descent: FreeSpace — Великая война. Hyperion также заявляла, что приобрела лицензию на порты Worms Armageddon и Soldier of Fortune, но они не были выпущены.

## Рекомендации
1. ↑  Hyperion portiert Team17's Kult-Spiel "Worms: Armageddon" (нем.). Amiga-News.de. 28 июля 2011. Архивировано 11 июля 2020. Дата обращения: 3 июня 2018.
2. ↑  Interviews - Hans-Joerg Frieden. Digital Amiga Dream. Дата обращения: 6 июня 2011. Архивировано из оригинала 19 августа 2011 года.
3. ↑  playamiga.de: Heretic II Review (нем.). Amiga-News.de. 25 июня 2000. Архивировано 29 сентября 2020. Дата обращения: 3 июня 2018.
4. ↑  SiN für Linux fast fertig (нем.). Amiga-News.de. 28 августа 2000. Архивировано 11 апреля 2021. Дата обращения: 3 июня 2018.
5. ↑  Amiga-Port von SiN fertig, aber... (нем.). Amiga-News.de. 12 мая 2001. Архивировано 9 июля 2020. Дата обращения: 3 июня 2018.
6. ↑  Lithtech 3D Linux Port. LinuxGames. Дата обращения: 6 июня 2011. Архивировано из оригинала 19 марта 2012 года.
7. ↑  Monolith Adds Games For Linux. Slashdot. Дата обращения: 6 июня 2011. Архивировано 12 ноября 2021 года.
8. ↑  A.T. Hun's Haus of Shogo: Interview with Hyperion's Ben Hermans. thehaus.net. Архивировано из оригинала 18 октября 2007 года.
9. ↑  H&P: Freespace: Endlich lieferbar (нем.). Amiga-News.de. 7 января 2002. Архивировано 9 июля 2020. Дата обращения: 3 июня 2018.
10. ↑  Freespace updated to AmigaOS 4.1 - Amiga-NG. Дата обращения: 6 июня 2011. Архивировано 11 июля 2020 года.
11. ↑  Quellcode von Quake2 veröffentlicht (Update) (нем.). Amiga-News.de. 24 декабря 2001. Дата обращения: 3 июня 2018.
12. ↑  Quake2 Amiga-Port erhältlich (нем.). Amiga-News.de. 7 ноября 2002. Архивировано 29 сентября 2020. Дата обращения: 3 июня 2018.
13. ↑  Larabel, Michael (7 июня 2006). Gorky 17 Goes Gold. Phoronix.com. Архивировано 11 марта 2007. Дата обращения: 3 июня 2018.
14. ↑  AmigaOS 4: Gorky 17 released. Amiga-News.de. 4 октября 2015. Архивировано 7 июля 2020. Дата обращения: 3 июня 2018.
15. ↑  Hyperion: Neue MiniGL Library fertig (нем.). Amiga-News.de. 16 апреля 2000. Архивировано 9 июля 2020. Дата обращения: 3 июня 2018.
16. ↑  Hyperion AmigaOS 4 development timeline. Дата обращения: 3 мая 2022. Архивировано 18 марта 2022 года.
17. ↑  Greg Perry of GP Software on Directory Opus for AmigaOS 4. Архивировано из оригинала 6 марта 2011 года.
18. ↑  Ben Hermans on ANN.lu, challenged on suing MorphOS. Let's find out. Дата обращения: 3 мая 2022. Архивировано 28 ноября 2019 года.
19. ↑  Ben Hermans, ANN.lu. "MorphOS people are using OS3.1 source codes, it's a known fact.". Дата обращения: 3 мая 2022. Архивировано 28 ноября 2019 года.
20. ↑  Haynie: MorphOS code is stolen. Дата обращения: 3 мая 2022. Архивировано 25 апреля 2017 года.
21. ↑  Ben Hermans claiming "Bill Buck is the con-artist". Дата обращения: 3 сентября 2010.
22. ↑  Hyperion: Evert Carton now sole Managing Partner. Amiga-News.de (14 ноября 2003). Дата обращения: 10 августа 2018. Архивировано 10 августа 2018 года.
23. 1 2  Actualité de mars/avril 2011, Départ d'Evert Carton de Hyperion (фр.). Obligement (апрель 2011). Дата обращения: 10 августа 2018. Архивировано 9 июля 2020 года.
24. ↑  Amiga Inc v. Hyperion VOF :: Justia Dockets & Filings. Dockets.justia.com. Дата обращения: 16 сентября 2013. Архивировано 23 ноября 2009 года.
25. ↑  Amiga Inc.: "Lizenzabkommen beendet" / Klage gegen Hyperion (Update 3) (нем.). Amiga-News.de (30 апреля 2007). Дата обращения: 10 августа 2018. Архивировано 10 августа 2018 года.
26. ↑  Proven, Liam. The trials of the Amiga continue. The Inquirer (3 мая 2007). Дата обращения: 10 августа 2018. Архивировано 11 июня 2011 года.
27. ↑  Hyperion's official statement. Дата обращения: 23 июня 2007. Архивировано из оригинала 3 июля 2007 года.
28. ↑  Zivadinovic, Dusan. AmigaOS 4.0 für klassische Amigas mit PPC-Erweiterungen (нем.). heise.de (26 ноября 2007). Дата обращения: 10 августа 2018. Архивировано 31 марта 2022 года.
29. ↑  Archived copy. Дата обращения: 24 июня 2007. Архивировано из оригинала 21 августа 2011 года.
30. ↑  Hyperion, Amiga, Inc. settlement. OSNews (17 октября 2009). Дата обращения: 18 октября 2009. Архивировано 19 октября 2009 года.
31. ↑  Actualité de septembre/octobre 2009, Accord Amiga Inc./Hyperion. Obligement (октябрь 2009). Дата обращения: 11 августа 2018. Архивировано 14 июля 2021 года.
32. ↑  Announcement : Goodbye To All. amigaworld.net (24 апреля 2011). Дата обращения: 24 апреля 2011. Архивировано 11 февраля 2021 года.
33. ↑  Hyperion declared bankrupt. Amiga-News.de. 13 февраля 2015. Дата обращения: 3 июня 2018.
34. ↑  David Doyle. Amigaworld.net - The Amiga Computer Community Portal Website. amigaworld.net. Дата обращения: 3 мая 2022. Архивировано 2 декабря 2021 года.
35. ↑  Hyperion: Erklärung der Zahlungsunfähigkeit offenbar aufgehoben (нем.). Amiga-News.de. 3 апреля 2015. Архивировано 9 мая 2015. Дата обращения: 3 июня 2018.
36. ↑  Clarification of Current Situation. Hyperion Entertainment (12 апреля 2015). Дата обращения: 25 апреля 2015. Архивировано 23 февраля 2018 года.
37. ↑  Hyperion: Costel Mincea becomes third director. Amiga-News.de (9 июля 2015). Дата обращения: 23 января 2017. Архивировано 17 июня 2019 года.
38. ↑  Hyperion Management Restructuring. Hyperion-entertainment.com (23 января 2017). Дата обращения: 23 января 2017. Архивировано 2 июня 2021 года.
39. ↑  Hyperion forcibly deleted from Belgium's company register. Amiga-News.de (15 марта 2018). Дата обращения: 1 июня 2018. Архивировано 12 июля 2021 года.
40. ↑  Hyperion added back to Belgium's company register. Amiga-News.de (8 августа 2018). Дата обращения: 9 августа 2018. Архивировано 12 июля 2021 года.
41. ↑  Changes in Hyperion's Management. Amiga-News.de (15 июля 2020). Дата обращения: 15 июля 2020. Архивировано 19 апреля 2021 года.
42. ↑  Timothy de Groote no longer a director at Hyperion. Amiga-News.de (27 февраля 2021). Дата обращения: 28 февраля 2021. Архивировано 11 июля 2021 года.
43. ↑  Earth2140 und Soldier of Fortune (нем.). Amiga-News.de. 13 июня 2000. Дата обращения: 3 июня 2018.